# Hunan
Hunan (chinesisch 湖南省, Pinyin Húnán Shěng – „Provinz Hunan“) ist eine Provinz der Volksrepublik China. Sie liegt südlich des Mittellaufes des Jangtsekiang und ist die bevölkerungsreichste Provinz in Zentralchina. Ihre Hauptstadt ist Changsha.
Der Name der Provinz stammt daher, dass Hunan südlich des Dongting-Sees liegt (湖,  hú – „See“; 南,  nán – „Süden“). Schon seit der Yuan- und Ming-Dynastie, als Hunan und Hubei in der Provinz Huguang (湖廣,  húguǎng) zusammengefasst waren, spielt es eine wichtige Rolle bei der Reisversorgung des Landes. Hunan ist eine der fruchtbarsten und am besten bewässerten Provinzen Chinas. Neben Reis spielt auch die Erzeugung von Tee und Baumwolle eine wichtige Rolle.

## Geographische Lage und Klima

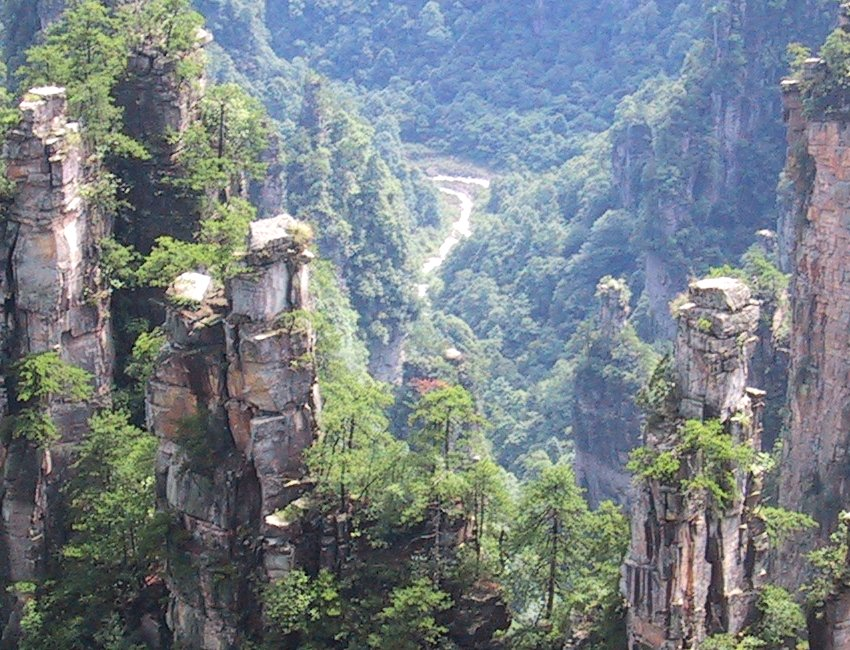
Sandsteinformationen von Wulingyuan

Hunan liegt am Mittellauf des Jangtsekiang. Die Provinz ist räumlich in drei Großlandschaften gegliedert: die Tiefebene um den Dongting-See im Norden, das zentrale Hügelland und meist um die 1000 m hohe Bergregionen im Süden, Westen und Osten. An den Grenzen zur südlichen Nachbarprovinz Guangdong werden im Nanling-Gebirge Höhen über 2000 m erreicht. An der östlichen Grenze zu Jiangxi liegen die Luoxiao-Berge, ebenfalls mit Gipfelhöhen bis knapp über 2000 m. Etwa im Zentrum der Provinz liegt der Heng Shan, der südlichste der fünf Heiligen Berge Chinas.
Die größten Flüsse fließen alle dem Jangtsekiang zu. Wichtigster Fluss ist der Xiang Jiang, von dem die Provinz auch ihre Abkürzung erhalten hat – 湘,  Xiāng. Er entspringt in Guangxi und gelangt unterhalb von Quanzhou nach Hunan. Rechts von diesem fließt der Luihe, links davon der Zejiang. In Guizhou entspringt der Yuan Jiang und der Li Shui. Alle drei Flüsse münden in das Becken des Dongting-Sees im Nordosten der Provinz. Dieser über 5.500 km² große See ist nur während der großen Überschwemmungen des Jangtsekiang im Sommer so groß, zu anderen Jahreszeiten besteht er nur aus den drei genannten Flussläufen und einigen kleineren Flüssen.
Nachbarprovinzen sind Guangdong, Guangxi (Autonomes Gebiet), Guizhou, Chongqing, Hubei und Jiangxi (im Uhrzeigersinn).
Das Klima Hunans ist kontinental mit relativ milden Durchschnittstemperaturen von minimal 4–8 °C im Januar und 26–30 °C im Juli. Im Winter findet sich Schnee auf den Berggipfeln und im Sommer können Maximaltemperaturen von bis 40 °C erreicht werden. Der mittlere Jahresniederschlag liegt bei mehr als 1200 mm und konzentriert sich auf die Monate Februar bis August. Im Allgemeinen herrschen Nordwestwinde vor. Sporadisch wird die Provinz von Taifunausläufern aus dem Süden gestreift.

## Geschichte
Die frühesten archäologischen Zeugnisse für die Besiedlung des heutigen Hunan durch neuzeitliche Menschen wurden auf ein Alter von 18.000 Jahren datiert. Von Bedeutung ist insbesondere die neolithische Fundstätte Yuchanyan im Kreis Dao, wo Belege für den Reisanbau gefunden wurden, die auf etwa 8000 J. v. Chr. datiert wurden. Auch bei der Fundstätte Bashidang im Kreis Li wurden archäologische Belege für frühe Reiskultur gefunden und auf ein ähnliches Alter datiert. In der Großgemeinde Anjiang der Stadt Hongjiang wurden ausgedehnte Keramikfunde der sogenannten Gaomiao-Kultur gemacht, die auf die Zeit 5800–4800 J. v. Chr. zurückgehen. Die Chengtoushan-Stätte, ebenfalls im Kreis Li, gilt als eine der ältesten befestigten Anlagen in China (mindestens 4000 J. v. Chr.).
In der Zeit der Streitenden Reiche (475–221 v. Chr.) war das heutige Hunan größtenteils Teil des Staates Chu. Im Jahr 221 v. Chr. wurde es Teil des unter der Qin-Dynastie geeinigten Chinas. Zur Zeit der Han-Dynastie (206 v. Chr. – 220 n. Chr.) existierte der Vasallenstaat Changsha, bzw. später die gleichnamige Kommandantur etwa in den Grenzen des heutigen Hunans. In der Zeit der Fünf Dynastien und Zehn Reiche (907 bis 960) nach dem Ende der Tang-Dynastie bildete sich im Gebiet Hunans wieder ein Staat Chu unter dem Kriegsherren Ma Yin (馬殷). Zur Zeit der Nördlichen Song-Dynastie gab es mit der Südlichen Jinghu-Bezirk (荊湖南路 / 荆湖南路,  Jīnghú nánlù) wieder eine Verwaltungseinheit, die ungefähr die heutige Provinz Hunan umfasste. Die Provinz Huguang (湖廣 / 湖广), während der Yuan-Dynastie (1279–1368) entsprach ebenfalls bis auf Yongshun etwa dem heutigen Hunan. Im dritten Herrschaftsjahr des Qing-Kaisers Kangxi (1664) wurde die Provinz Hunan in Wesentlichen in ihren heutigen Grenzen mit der Provinzhauptstadt Changsha gebildet.
Während des Taiping-Aufstandes stellte der aus Hunan stammende Qing-Beamte und Heerführer Zeng Guofan ab 1852 eine Armee in der Provinz auf, um die Aufständischen zu bekämpfen. Im Jahr 1898 war der Provinzregierung Hunans die einzige, die die Hundert-Tage-Reform des Kaisers Guangxu enthusiastisch unterstützte. In den Jahren 1899 und 1904 wurden Yueyang und Changsha im Rahmen von „ungleichen Verträgen“ für den westlichen Handel geöffnet.
Von erheblicher Bedeutung war Hunan für die Entstehung der Kommunistischen Partei Chinas (KPCh). Nicht nur der spätere Parteiführer Mao Zedong, sondern auch zahlreiche hohe Funktionäre und Armeeführer der KPCh stammten aus dieser Provinz, darunter auch Maos schärfster innerparteilicher Kritiker Peng Dehuai. In Hunan und Jiangxi startete die KPCh 1927 ihren Herbsternte-Aufstand gegen die Kuomintang, der allerdings niedergeschlagen wurde. Unter kommunistischer Herrschaft breitete sich schon vor dem „Großen Sprung nach vorn“ nach der Zwangskollektivierung und der Beschlagnahmung der Getreidevorräte 1953 die Mangelversorgung aus, die dann in die Hungerkatastrophe der Jahre 1958–62 führte.
Seit den Wirtschaftsreformen der 1970er und 1980er Jahre hatte Hunan am wirtschaftlichen Aufschwung Chinas Anteil und die allgemeinen Lebensverhältnisse besserten sich deutlich. Die Wachstumsraten und Prosperität der chinesischen Küstenregionen wurden allerdings nicht erreicht.

## Bevölkerung
| Jahr | Einwohnerzahl |
| ---- | ------------- |
| 1954 | 33.226.954    |
| 1964 | 37.182.286    |
| 1982 | 54.008.851    |
| 1990 | 60.659.754    |
| 2000 | 63.274.173    |
| 2010 | 65.700.762    |
| 2020 | 66.444.864    |

Bei der Volkszählung 2020 hatte Hunan 66.444.864 dauerhaft ortsansässige Einwohner. Im Vergleich zur vorangegangenen Volkszählung 2010 war die Bevölkerung um 744.102 Personen gewachsen (+1,13 %). 59.759.648 Einwohner (89,94 %) waren Han-Chinesen und 6.685.216 (10,06 %) gehörten ethnischen Minderheiten an. Im Vergleich zu 2010 wuchs die Han-Bevölkerung um 610.295 Personen (+ 1,03 %) und die der verschiedenen nationalen Minderheiten um 133.807 (+ 2,04 %). 39.046.176 (58,76 %) lebten in Städten und 27.398.688 (41,24 %) in ländlichen Gebieten.
Historisch war Hunan in früheren Zeiten mehrheitlich von Minderheitenvölkern besiedelt. Die drei zahlenmäßig bedeutendsten Ethnien verfügen über eigene Verwaltungseinheiten:
- Yao (瑤族,  Yáozú), autonomer Kreis Jianghua der Yao (江華瑤族自治縣,  Jiānghuá yáozú zìzhì-xiàn)
- Dong (侗族,  Dòngzú), autonomer Kreis Xinhuang der Dong (新晃侗族自治縣,  Xīnhuăng dòngzú zzhìxiàn)
- Miao (苗族,  Miáozú), autonomer Kreis Enshi der Miao und Tujia (恩施土家族苗族自治州,  Enshī tŭjiāzú miáozú zìzhìzhōu)

## Administrative Gliederung
Die Provinz Hunan setzt sich auf Bezirksebene aus 13 bezirksfreien Städten und einem autonomen Bezirk zusammen. Auf Kreisebene war die Provinz im Jahr 2020 in 122 Verwaltungseinheiten unterteilt: 36 Stadtbezirke, 18 kreisfreie Städte, 61 Kreise und sieben autonome Kreise. Auf Gemeindeebene bestanden im selben Jahr 1940 Verwaltungseinheiten: 415 Straßenviertel, 1133 Großgemeinden, 309 Gemeinden und 83 Nationalitätengemeinden.
| Verwaltungs- einheit                        | Chin.                 | Hanyu Pinyin                     | Verwaltungs- zentrum | Fläche (km²) | Einwohner (2020) |
| ------------------------------------------- | --------------------- | -------------------------------- | -------------------- | ------------ | ---------------- |
| Hunan                                       | 湖南省                | Húnán Shěng                      | Changsha             | 211.835,65   | 66.444.864       |
| — Bezirksfreie Städte —                     |                       |                                  |                      |              |                  |
| Changsha                                    | 长沙市                | Chángshā Shì                     | Yuelu                | 11.815,96    | 10.047.914       |
| Zhuzhou                                     | 株洲市                | Zhūzhōu Shì                      | Tianyuan             | 11.247,55    | 3.902.738        |
| Xiangtan                                    | 湘潭市                | Xiāngtán Shì                     | Yuetang              | 5.005,81     | 2.726.181        |
| Hengyang                                    | 衡阳市                | Héngyáng Shì                     | Zhengxiang           | 15.299,24    | 6.645.243        |
| Shaoyang                                    | 邵阳市                | Shàoyáng Shì                     | Daxiang              | 20.824,37    | 6.563.520        |
| Yueyang                                     | 岳阳市                | Yuèyáng Shì                      | Yueyanglou           | 14.857,79    | 5.051.922        |
| Changde                                     | 常德市                | Chángdé Shì                      | Wuling               | 18.177,18    | 5.279.102        |
| Zhangjiajie                                 | 张家界市              | Zhāngjiājiè Shì                  | Yongding             | 9.533,77     | 1.517.027        |
| Yiyang                                      | 益阳市                | Yìyáng Shì                       | Heshan               | 12.320,38    | 3.851.564        |
| Chenzhou                                    | 郴州市                | Chēnzhōu Shì                     | Beihu                | 19.341,85    | 4.667.134        |
| Yongzhou                                    | 永州市                | Yǒngzhōu Shì                     | Lengshuitan          | 22.259,20    | 5.289.824        |
| Huaihua                                     | 怀化市                | Huáihuà Shì                      | Hecheng              | 27.572,54    | 4.587.594        |
| Loudi                                       | 娄底市                | Lóudǐ Shì                        | Louxing              | 8.109,59     | 3.826.996        |
| — Autonomer Bezirk —                        |                       |                                  |                      |              |                  |
| Autonomer Bezirk Xiangxi der Tujia und Miao | 湘西土家族 苗族自治州 | Xiāngxī Tǔjiāzú Miáozú Zìzhìzhōu | Jishou               | 15.470,40    | 2.488.105        |

### Größte Städte
Die Einwohnerzahlen sind auf dem Stand der Volkszählung 2020 und beziehen sich auf die eigentliche städtische Siedlung. 2014 lebten 49,3 % der Bevölkerung in Städten oder städtischen Räumen.
| Rang | Stadt    | Einwohner | Rang | Stadt    | Einwohner |
| ---- | -------- | --------- | ---- | -------- | --------- |
| 1    | Changsha | 5.630.256 | 5    | Changde  | 1.100.719 |
| 2    | Zhuzhou  | 1.510.148 | 6    | Xiangtan | 978.000   |
| 3    | Hengyang | 1.185.130 | 7    | Liuyang  | 886.257   |
| 4    | Yueyang  | 1.125.448 | 9    | Chenzhou | 819.883   |

## Sprache
Hunan ist die Heimat der chinesischen Sprache Xiang.

## Wirtschaft
2024 betrug das Pro-Kopf-Einkommen 81.212 Renminbi. Im 19. Jahrhundert war die Provinz für den Export von Rhabarber und Hanf bekannt.